# Piazza Santo Stefano (Bologna)
Piazza Santo Stefano (piâza San Stêven in bolognese, detta anche Piazza delle Sette Chiese) è una piazza di Bologna. Si tratta in realtà di uno slargo di forma triangolare della via Santo Stefano: infatti la denominazione "Piazza Santo Stefano" non compare nello stradario cittadino, per quanto sia comunemente usata dai bolognesi.

## Storia
Lo slargo su via Santo Stefano era anticamente noto come Trebbo dei Beccadelli, dalla parola "trebbo" (riunione) e dal nome della famiglia Beccadelli, che lì possedeva delle abitazioni. Vi sorgeva una grande quercia, con attorno alberi e sedili dove pare si riunissero i cittadini notabili della città. A seguito della cacciata dei Beccadelli, avvenuta nel pieno delle lotte negli anni '30 del Trecento fra le fazioni guelfe degli Scacchesi (fedeli ai Pepoli) e dei Maltraversi (fedeli ai Gozzadini, fra cui i Beccadelli), la quercia secolare venne abbattuta da un certo ser Polo di mastro Schiavo Bualelli, e le case della famiglia vennero vendute.

## Descrizione

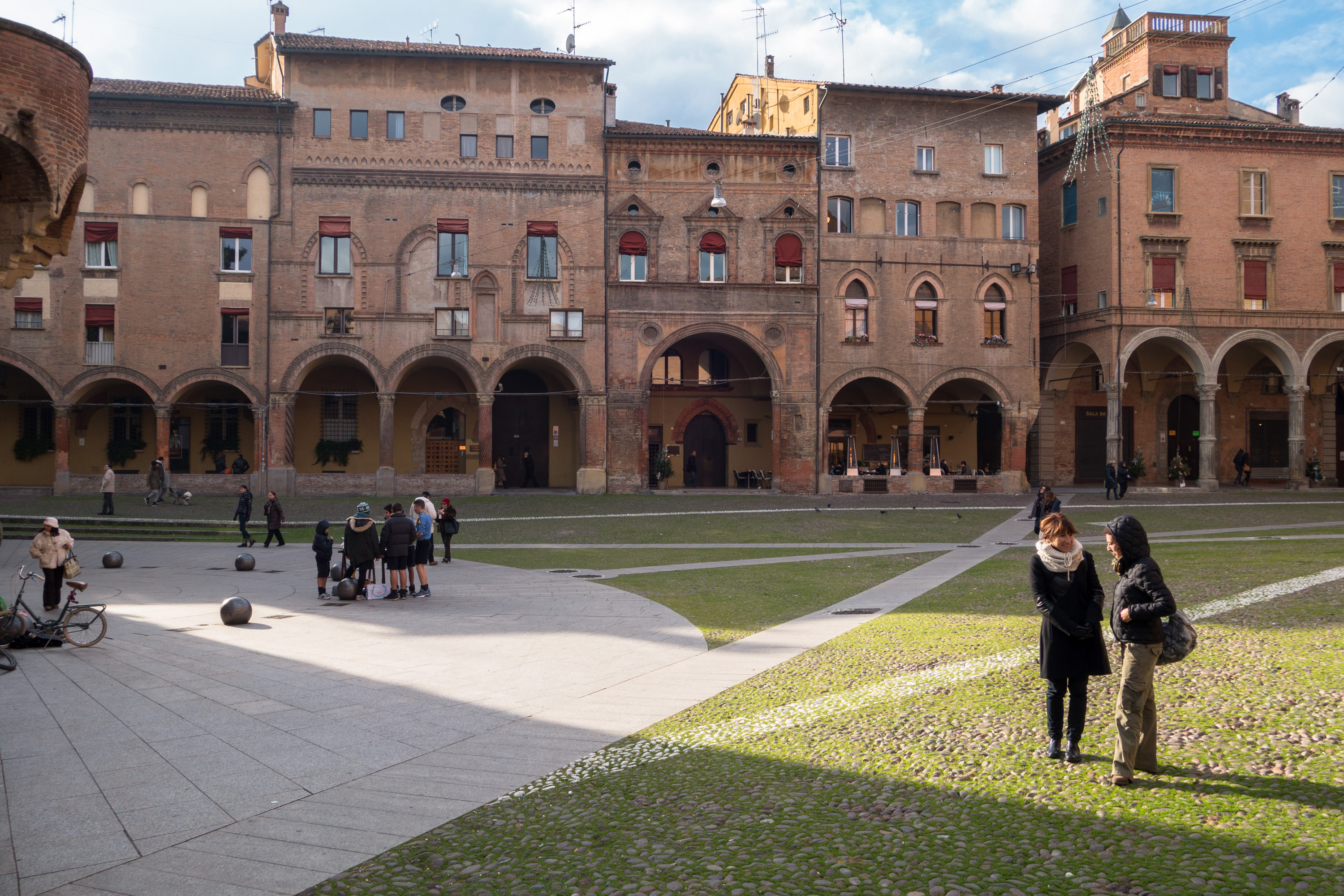
Case Beccadelli-Bovi-Tacconi affacciate su Piazza Santo Stefano

È uno dei caratteristici scorci del centro storico di Bologna. Provenendo dalle Due Torri il fronte opposto della piazza è chiuso dal complesso della Basilica di Santo Stefano, o delle Sette Chiese.
La piazza, spesso utilizzata per manifestazioni culturali e concerti, è circondata da importanti palazzi. Guardando la Basilica, sulla sinistra abbiamo il complesso dei palazzi Isolani composti dai palazzi già Lupari e Bolognini, acquistati e uniti in tempi diversi dalla famiglia Isolani. Sulla destra invece si trovano il Palazzo Bolognini Amorini Salina, celebre per il suo fregio con teste in terracotta, e una schiera di case mercantili del XV secolo, appartenute in diversi momenti alle famiglie Beccadelli, poi Bovi e Tacconi. Dal lato sinistro è possibile raggiungere Strada Maggiore attraverso il passaggio di Corte Isolani.

## Nella cultura di massa
La piazza è stata il soggetto della canzone "Piazza Santo Stefano" del cantante bolognese Cesare Cremonini.

## Galleria d'immagini

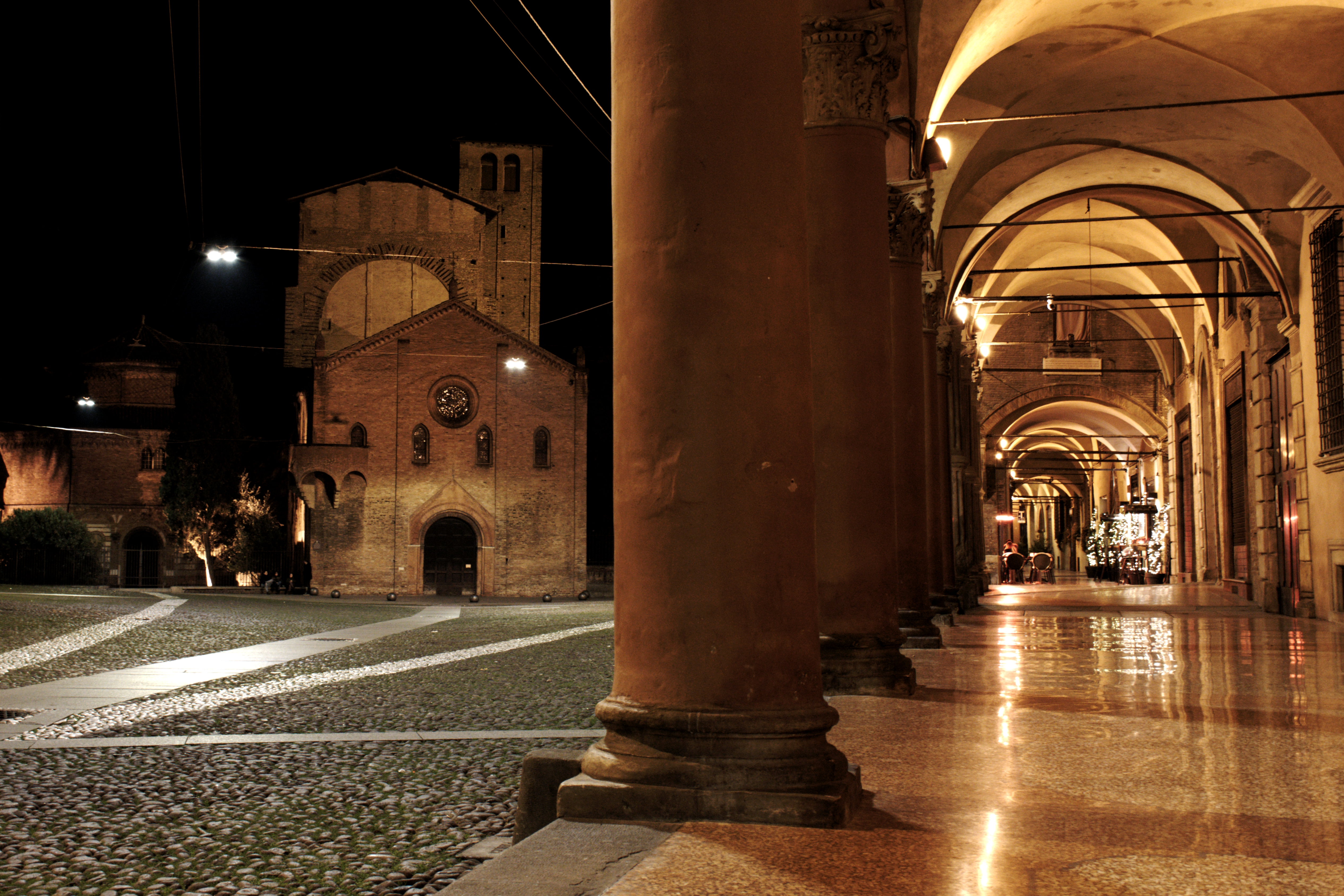
Piazza S. Stefano e portico adiacente in notturna
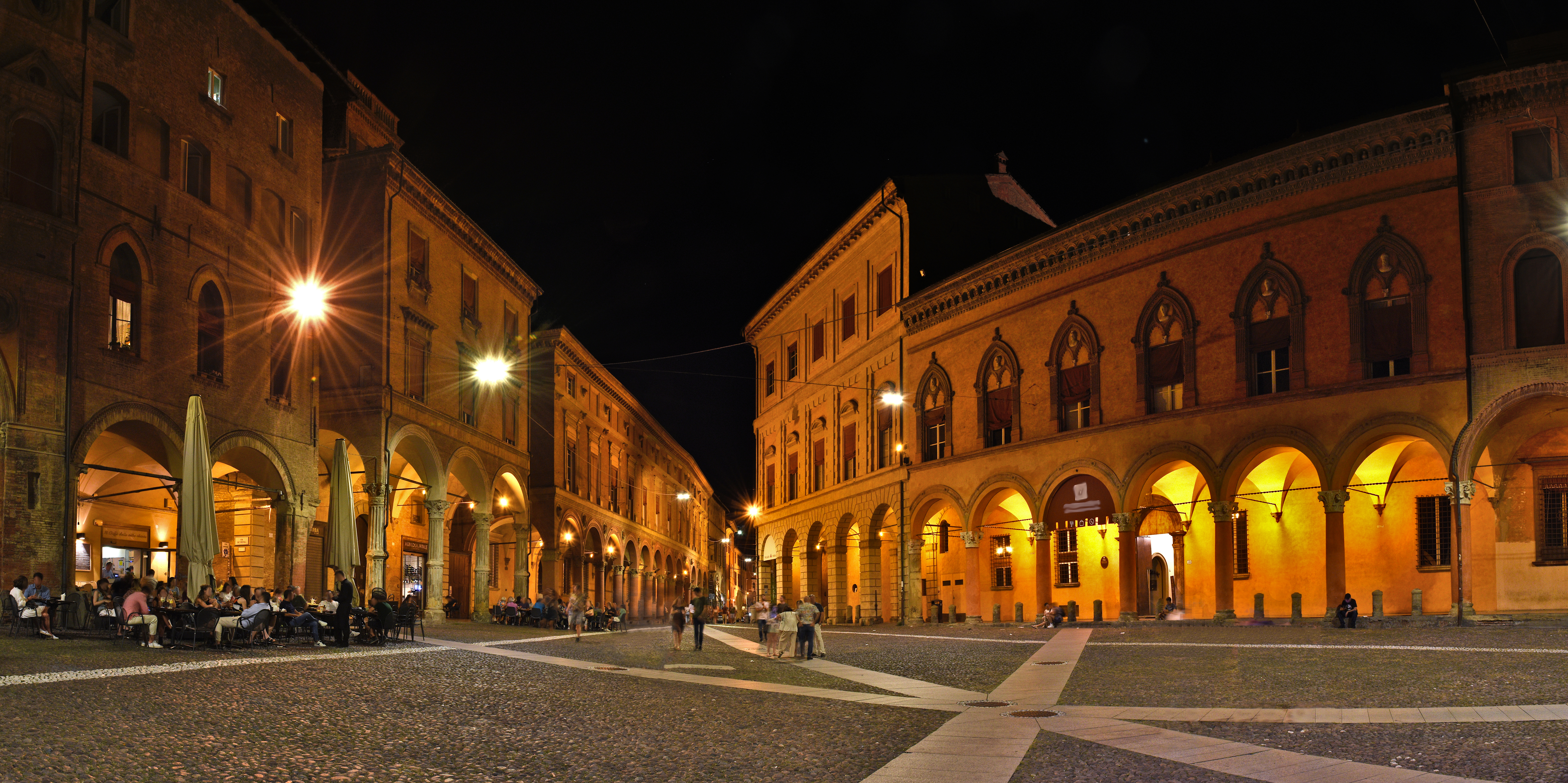
Vista opposta alla Chiesa